# Robb Flynn
Robb Flynn (también conocido como Robert Flynn o Lawrence Matthew Cardine, su nombre de nacimiento) es el vocalista y guitarrista estadounidense de la banda de groove metal Machine Head, nacido el 19 de julio de 1967 en Oakland, California. Machine Head surgió de las cenizas de su anterior banda, Vio-lence, y fue formada por Flynn, el bajista Adam Duce, el batería Tony Constanza y el guitarrista Logan Mader. Fue seleccionado en agosto de 2004 como "capitán" del proyecto Roadrunner United, para celebrar el 25º aniversario del sello Roadrunner Records. En 2007, fue galardonado con el premio Golden God otorgados por la revista Metal Hammer.
Su disco The Blackening, trepó en 2007 al puesto 54.º de las listas estadounidenses, el lugar más alto jamás alcanzado por un disco de la banda hasta la fecha. Su disco lanzado en 2011, "Unto the Locust", entró directamente al puesto 22º del Billboard americano, pulverizando esos viejos registros. En 2011 con la banda saca el álbum Unto The Locust y este fue el último álbum con el bajista Adam Duce quién decide abandonar la banda en 2013, posteriormente incorporar al bajista y segunda voz Jared MacEachern, en 2014 lanza el álbum Bloodstone & Diamonds y en 2018 lanza Catharsis. En ese mismo año Phil Demmel y Dave McClain abandonan la banda, debido a diferencias creativas con Robb Flynn. En 2019 anuncia que incorpora a dos miembros para el reemplazo de los dos anteriores, quienes son el guitarrista Waclaw "Vogg" Kieltyka de la banda Decapitated y el baterista Matt Alston de la banda Devilment, entre 2019 y 2020 reúne a Chris Kontos y a Logan Mader para la gira del aniversario de su álbum debut Burn My Eyes. Robb sacó su más reciente álbum con Machine Head, de nombre Of Kingdom and Crown en este 2022, el álbum fue recibido con críticas positivas en general, ya que marca un retorno a su sonido agresivo de thrash y groove metal, sumado a elementos melódicos y dinamismo en todas las canciones del disco.